# Casa Desclergue
Casa Desclergue és una obra del municipi de Montblanc (Conca de Barberà) protegida com a bé cultural d'interès local. La casa va rebre el nom de la família Desclergue, que la va establir. Destaca a la plaça per les tres estructures o pisos superposats. El de la base constitueix un carrer porxat. El primer pis aporta un balcó amb dues portes que flanquegen l'escut nobiliari. El pis superior conforma una galeria d'esvelts arcs rebaixats que abasten tot el perímetre.
Aquest edifici monumental va ser bastit al voltant de l'any 1575. Era l'antiga residència dels veguers. A la segona meitat del segle xix va ser reconvertit en un popular cafè (anomenat primer "de l'Isidre" i després "del Marcelino". El 1974 serà tot restaurat adequadament per a ser la seu de les oficines d'una entitat bancària.